# 巴里·羅蘭
巴里·羅蘭（英語：Barry Rowland；1961年8月—）是英國行政人员，曾任福克兰群岛行政长官。他還曾擔任諾森伯蘭郡議會和新堡市議會的執行長。

## 簡歷
羅蘭在东北英格兰達勒姆郡達拉謨成長，於杜伦大学取得工商管理碩士學位。羅蘭自1979年進入新堡市議會成為管理實習生，2009年成為議會的執行長，30年間都在議會工作。2011年，羅蘭因超速行駛被自己所在議會設置的攝像頭拍到而登上新聞頭條。
2012年，羅蘭在與議會領袖尼克·福布斯（Nick Forbes）公開爭吵後，經雙方同意離開新堡議會，並獲得215,331英鎊的補償。羅蘭繼續擔任諾森伯蘭郡議會執行長，直至2015年8月為“追求新的挑戰”而辭職。2016年5月，英國政府宣布羅蘭將於2016年10月就任福克兰群岛行政长官。2021年4月，萊斯特市議會高級人員安迪·基林繼任其職位。
2017年5月，在福克兰群岛总督柯林·羅伯茲及副總督“意外且不可避免地缺席”福克蘭群島事務後，羅蘭獲任為福克蘭群島代理總督。